# Greig Nori
Greig Nori (* 21. listopadu 1962) je producent a hudebník ze Sault Ste. Marie v Ontariu v Kanadě, zakládající člen pop-punkové a indie rockové kapely Treble Charger, kde působil jako zpěvák a kytarista. Kapelu Greig rozpustil v únoru roku 2006.
Ke konci 90. let začal působit jako producent punkrockové kapely Sum 41. Později se stal jejím manažerem. Nori pro ni napsal mnoho písní a naučil zpěváka Sum 41 Derycka Whibleye zpívat a předprodukovat. Na jejich albu All Killer No Filler si zazpíval druhé hlasy v písních „Motivation “a „In Too Deep“, a také si tam zahrál na kytaru v písničkách „Handle This“, kde Greig natočil hlavní kytaru, a „Pain For Pleasure“, kde hrál třetí kytaru. Z funkce manažera ale Greig Nori odešel v roce 2006 z neznámých důvodů. Stále je však vyhledávaným producentem kapel.
Nori je jednou z hlav hudební společnosti Bunk Rock Music, která podporuje kapely jako Broken Social Scene, Gob, Surplus Sons a Sum 41. Greig produkoval mimo jiné i CD Iggyho Popa a kapely Autopilot Off. Je podepsán jako producent známky Nettwork.
Momentálně[kdy?] Greig pracuje pro Televizi MuchMusic. Působí v reality show DisBand a už se natočily 3 řady této soutěže. Greig působí jako „guru“ zúčastněných kapel. V poslední době[kdy?] produkoval alba kapel Marianas Trench, Hedley, Maddy Rodriguez, The Organ Thieves (Dave baksh ex-Sum 41) a další.
V roce 2012 kapela Treble Charger (pouze její dva hlavní členové Greig Nori a Bill Priddle) oznámili reunion kapely a ta začala opět koncertovat a nahrávat.